# Campionat Autonòmic de Frontó Individual
El Campionat Autonòmic de Frontó Individual és un torneig de frontó valencià organitzat per la Federació de Pilota Valenciana en què competeixen jugadors aficionats, tot i que hi ha hagut professionals retirats (Puchol) o aficionats que han esdevingut professionals (Núñez).

## Historial

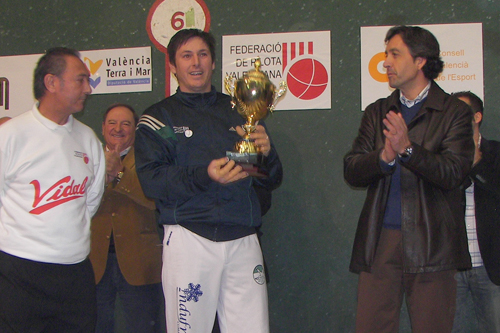
Montesa, 2008

| Any  | Campió     | Subcampió       | Resultat | Frontó               |
| ---- | ---------- | --------------- | -------- | -------------------- |
| 2012 | Pasqual II | Adrián II       | 50-35    | Almussafes           |
| 2011 | Adrián III | Víctor          | 40-25    | Alfafar              |
| 2010 | Adrián II  | Pasqual II      | 40-30    | Alfafar              |
| 2009 | Pasqual II | Adrián II       | 40-20    | El Puig              |
| 2008 | Montesa    | Lemay           | 40-30    | Alfafar              |
| 2007 | Lemay      | José de Moixent | 40-20    | Alfafar              |
| 2006 | Lemay      | José de Moixent | 40-30    | Alfafar              |
| 2005 | Lemay      | José de Moixent |          | Alfafar              |
| 2004 | Lemay      | Salva           |          | Xest                 |
| 2003 | Puchol     | Pascual         |          | El Puig              |
| 2002 | Puchol     | Pedro           |          | El Puig              |
| 2001 | Montesa    | Zacarías        |          | Albal                |
| 2000 | Montesa    | Paquito         |          | Utiel                |
| 1999 | Montesa    | Puchol          |          | El Puig              |
| 1998 | Puchol     | Arcusa          |          | El Puig              |
| 1997 | Pascual    | Paquito         |          | La Pobla de Vallbona |
| 1996 | Salva      | Pascual         |          | Albal                |
| 1995 | Canetero   | Paquito         |          | Borbotó              |
| 1994 | Canetero   | Pascual         |          | Utiel                |
| 1993 | Canetero   | Pascual         |          | Albal                |
| 1992 | Canetero   | Toni Costa      |          | Alfafar              |
| 1991 | Canetero   | Sevilla         |          | Alfafar              |
| 1990 | Sevilla    | Pascual         |          | Alfafar              |
| 1989 | Sevilla    | Toni Costa      |          | Alfafar              |
| 1988 | Sevilla    | Núñez           |          | Alfafar              |
| 1987 | Sevilla    | Pascual         |          | Alfafar              |